# Derek Sherinian
Derek Sherinian (rođen, 25. kolovoza 1966.) je klavijaturist i glazbeni producent najpoznatiji po svom radu s glazbenicima Yngwie Malmsteenom i Dream Theaterom. Nakon što je diplomirao na sveučilištu Berklee College of Music, Sherinian pokreće glazbenu suradnju s mnogim istaknutim glazbenicima. Osim već navedenih to su Alice Cooper, Zakk Wylde, Kiss, Planet X, Platypus i Billy Idol. Sherinian je također snimio šest samostalnih albuma, među ostalom surađujući i s gitaristom sastava Velvet Revolver, Slashom.

## Vanjske poveznice
- Derek Sherinian - službene stranice
- Derek Sherinian - službeni MySpace profil
- King of the Keys: Derek Sherinian - Guitar World
- Službene stranice sastava Dream Theater